# Friedensgericht Oppenheim
Das Friedensgericht Oppenheim war ein Friedensgericht zunächst in Frankreich und dann in der Provinz Rheinhessen des Großherzogtums Hessen mit Sitz in Oppenheim.

## Vorgeschichte
Das Gebiet um Oppenheim gehörte am Ende des Heiligen Römischen Reichs deutscher Nation überwiegend zur Kurpfalz und einer Reihe von Reichsrittern. Hier waren – ebenso wie in den benachbarten Territorien – Verwaltung und Rechtsprechung nicht getrennt und wurden auf unterer Ebene von Ämtern wahrgenommen. Der Amtmann entschied in Rechtsstreitigkeiten als Einzelrichter.
1792 eroberten die Truppen des revolutionären Frankreichs die Rheinlande. Dort entstand die Mainzer Republik. Der französische Nationalkonvent annektierte mit Gesetz vom 30. März 1793 die Mainzer Republik auf deren Antrag. Bedingt durch die Koalitionskriege kam es aber erst 1795 zu einer dauernden Neuordnung des Gebiets – auch auf dem Gebiet der Justiz.

## Gründung
Durch das Gesetz über Verwaltung und Justizorganisation in den vier linksrheinischen Départements vom 5. Dezember 1795 (14 frimaire IV) wurde das französische Gerichtsverfassungsgesetz Loi des 16 et 24 août 1790 sur l'organisation judiciaire auch hier verbindlich. Dieses Gesetz sah die Einrichtung von Friedensgerichten für die streitige Gerichtsbarkeit und von Notariaten für die Freiwillige Gerichtsbarkeit in allen Kantonen vor. Inwieweit das damals schon in die Praxis umgesetzt war, bleibt unklar, da der Erste Koalitionskrieg noch andauerte.
Mit dem Frieden von Campo Formio wurde die Annexion des Rheinlandes im Oktober 1797 auch von deutscher Seite anerkannt. Anschließend errichtete die französische Verwaltung in den annektierten Gebieten ihre Strukturen auf und richtete auch das „Friedensgericht Oppenheim“ ein, dessen örtliche Zuständigkeit sich auf den Kanton Oppenheim erstreckte. Der Gerichtsbezirk blieb auch nach Auflösung des Kantons als Verwaltungsgebiet bis 1879 unverändert bestehen.
Das Friedensgericht war dem Départementsgericht des Département du Mont-Tonnerre untergeordnet, das seinen Sitz in Mainz hatte. Oberstes Gericht war das Revisionsgericht in Trier.

## Weitere Entwicklung
Nach der Rückeroberung in den Befreiungskriegen wurde die Region von 1814 bis 1816 von der österreichisch-baierischen Gemeinschaftlichen Landes-Administrations-Commission verwaltet. Diese ließ die vorgefundene Justizorganisation bestehen, ergänzte sie aber am 27. Juli 1815 um den Appellationshof in Kreuznach als Obergericht.
Auch das Großherzogtum Hessen, das Rheinhessen im Rahmen eines Gebietstausches 1816 erhielt und als Provinz Rheinhessen konstituierte, übernahm die bestehende Gerichtsverfassung. Allerdings wurde der Appellationshof in Kreuznach aufgelöst und mit einer „Provisorischen Appellations- und Kassationsgerichtsordnung für den großherzoglich hessischen Landesteil auf der linken Rheinseite“ ein Kreisgericht in Mainz geschaffen. Das Friedensgericht Oppenheim war nun eines von zwölf Friedensgerichten in der Provinz Rheinhessen.
Nach Teilung des Kreisgerichtes Mainz in die Kreisgerichte Mainz und Alzey zum 1. Dezember 1836 blieb Oppenheim im Gerichtsbezirk des Kreisgerichts Mainz, das am 24. Oktober 1852 in „Bezirksgericht Mainz“ umbenannt wurde.

## Ende
Mit dem Gerichtsverfassungsgesetz von 1877 wurden Organisation und Bezeichnungen der Gerichte reichsweit vereinheitlicht. Zum 1. Oktober 1879 hob das Großherzogtum Hessen deshalb die Friedensgerichte auf. Funktional ersetzt wurden sie durch Amtsgerichte. So ersetzte – bei geändertem Umfang des Gerichtsbezirks – das Amtsgericht Oppenheim das Friedensgericht Oppenheim. Das neue Amtsgericht war dem Landgericht Mainz und dem Oberlandesgericht Darmstadt untergeordnet.

## Bezirk
Der Gerichtsbezirk des Friedensgerichts Oppenheim erstreckte sich (Ortsnamen nach heutiger Schreibung) auf:
| Gemeinde         | Herkunft                                          | Zugang | Abgang | Nach                   |
| ---------------- | ------------------------------------------------- | ------ | ------ | ---------------------- |
| Bodenheim        | Stift St. Alban vor Mainz, Kurmainz               | 1797   | 1879   | Amtsgericht Mainz      |
| Dalheim          | Grafschaft Falkenstein (Haus Habsburg-Lothringen) | 1797   | 1879   | Amtsgericht Oppenheim  |
| Dexheim          | Oberamt Oppenheim, Kurpfalz                       | 1797   | 1879   | Amtsgericht Oppenheim  |
| Dienheim         | Oberamt Alzey, Kurpfalz                           | 1797   | 1879   | Amtsgericht Oppenheim  |
| Dolgesheim       | Grafschaft Leiningen-Guntersblum                  | 1797   | 1879   | Amtsgericht Oppenheim  |
| Eimsheim         | Oberamt Alzey, Kurpfalz                           | 1797   | 1879   | Amtsgericht Oppenheim  |
| Guntersblum      | Grafschaft Leiningen-Guntersblum                  | 1797   | 1879   | Amtsgericht Oppenheim  |
| Hahnheim         | Reichsritter von Dienheim                         | 1797   | 1879   | Amtsgericht Nieder-Olm |
| Köngernheim      | Reichsritter von Sickingen                        | 1797   | 1879   | Amtsgericht Oppenheim  |
| Lörzweiler       | Reichsritter von Hettersdorf                      | 1797   | 1879   | Amtsgericht Oppenheim  |
| Ludwigshöhe      | Reichsritter von Dienheim                         | 1797   | 1879   | Amtsgericht Oppenheim  |
| Mommenheim       | Ganerbschaft                                      | 1797   | 1879   | Amtsgericht Oppenheim  |
| Nackenheim       | Vizedomamt außer der Stadt Mainz, Kurmainz        | 1797   | 1879   | Amtsgericht Oppenheim  |
| Nierstein        | Oberamt Oppenheim, Kurpfalz                       | 1797   | 1879   | Amtsgericht Oppenheim  |
| Oppenheim        | Oberamt Oppenheim, Kurpfalz                       | 1797   | 1879   | Amtsgericht Oppenheim  |
| Schwabsburg      | Oberamt Oppenheim, Kurpfalz                       | 1797   | 1879   | Amtsgericht Oppenheim  |
| Selzen           | Oberamt Alzey, Kurpfalz                           | 1797   | 1879   | Amtsgericht Oppenheim  |
| Wald-Uelversheim | Grafschaft Leiningen-Guntersblum                  | 1797   | 1879   | Amtsgericht Oppenheim  |
| Weinolsheim      | Oberamt Alzey, Kurpfalz                           | 1797   | 1879   | Amtsgericht Oppenheim  |
| Wintersheim      | Oberamt Alzey, Kurpfalz                           | 1797   | 1879   | Amtsgericht Oppenheim  |